# Dorina Catineanuová
Dorina Catineanuová ( * 20. ledna 1954) je bývalá rumunská atletka, halová mistryně Evropy ve skoku do dálky.

## Sportovní kariéra
V roce 1974 si vytvořila svůj osobní rekord ve skoku dalekém výkonem 650 cm. Startovala na evropském šampionátu v Římě, nepostoupila však do finále. V následující sezóně se stala halovou mistryní Evropy ve skoku dalekém.